# Petershausen
Petershausen település Németországban, azon belül Bajorországban. Lakosainak száma 6721 fő (2023. december 31.). Petershausen Vierkirchen és Weichs községekkel határos.

## Népesség
A település népessége az elmúlt években az alábbi módon változott:
| Lakosok száma | 541  | 1413 | 2222 | 4327 | 6145 | 6286 | 6454 | 6549 | 6620 | 6721 |
|               | 1875 | 1950 | 1975 | 1987 | 2012 | 2014 | 2016 | 2017 | 2021 | 2023 |